# Hydropsalis
A Hydropsalis a madarak (Aves) osztályának a lappantyúalakúak (Caprimulgiformes) rendjébe, ezen belül a lappantyúfélék (Caprimulgidae) családjába tartozó nem.

## Rendszerezésük
A nemet Johann Georg Wagler írta le 1832-ben, az alábbi 4 fajok tartozik ide:
- létrafarkú lappantyú (Hydropsalis climacocerca)
- ollósfarkú lappantyú (Hydropsalis torquata  más néven  Hydropsalis brasiliana)
- fehérfarkú lappantyú (Hydropsalis cayennensis) korábban Caprimulgus cayennensis
- foltosfarkú lappantyú (Hydropsalis maculicaudus) korábban Caprimulgus maculicaudus